# وتیکی
وتیکی (به لاتین: Vatici) یک منطقهٔ مسکونی در مولداوی است که در Orhei district واقع شده‌است.